# Palmadusta
Palmadusta Iredale, 1930  è un genere di molluschi gasteropodi appartenente alla famiglia delle Cypraeidae.

## Specie
Il genere comprende le seguenti specie:
- Palmadusta androyensis Blöcher & Lorenz, 1999
- Palmadusta artuffeli (Jousseaume, 1876)
- Palmadusta asellus (Linnaeus, 1758)
- Palmadusta clandestina (Linnaeus, 1767)
- Palmadusta contaminata (J. E. Gray in G. B. Sowerby I, 1832)
- Palmadusta diluculum (Reeve, 1845)
- Palmadusta humphreyii  (Gray, 1825)
- Palmadusta johnsonorum Lorenz, 2002
- Palmadusta lentiginosa (J.E. Gray, 1825)
- Palmadusta lutea (Gmelin, 1791)
- Palmadusta saulae (Gaskoin, 1843)
- Palmadusta ziczac (Linnaeus, 1758)